# Rage Comics

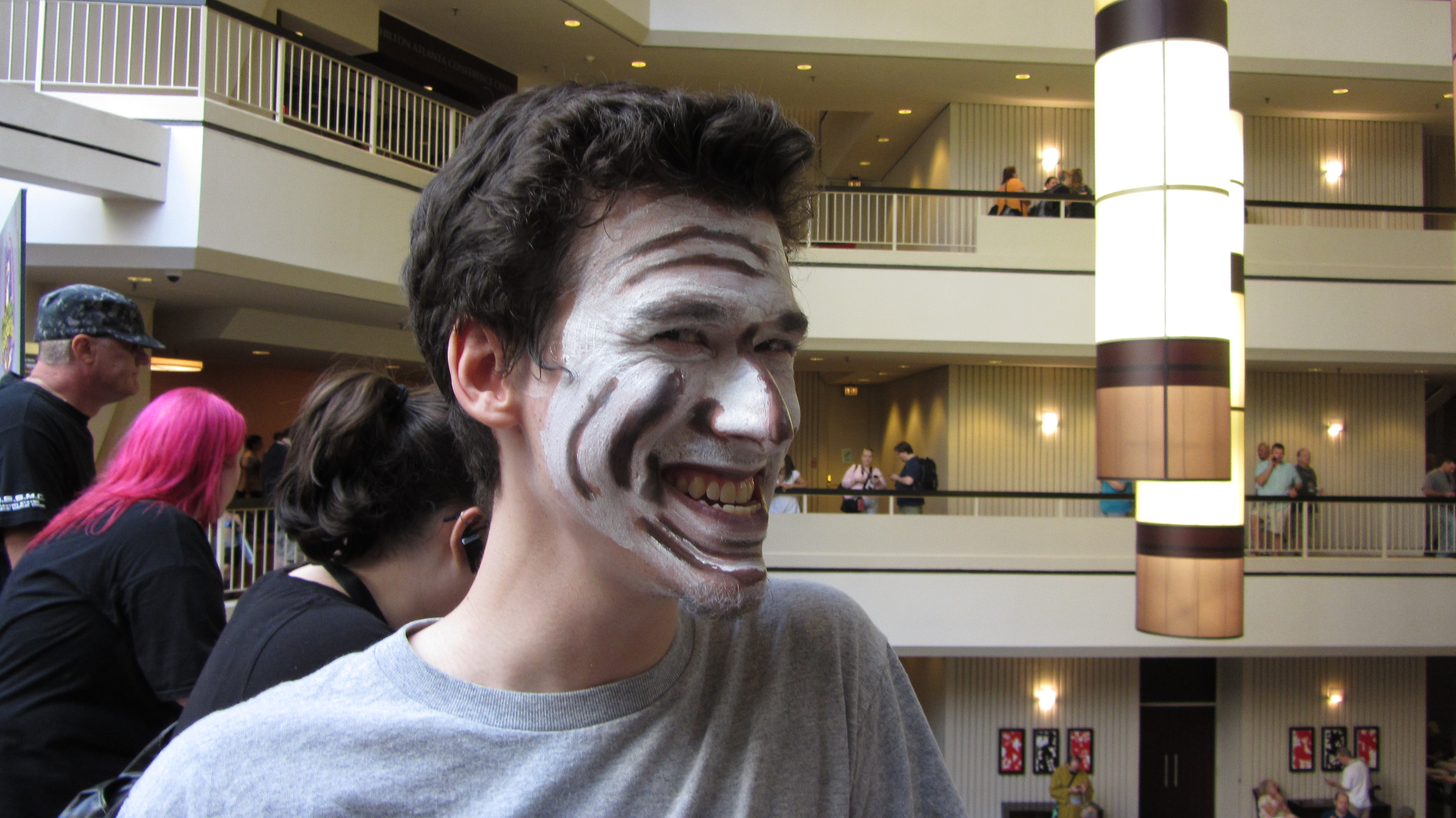
Osoba převlečená za Trollface, populární postavu z Rage Comics

Rage Comics jsou dnes již kultovní série jednoduchých komiksových stripů tvořených internetovou komunitou, oblíbené především mladou generací. Příběhy jsou zpravidla velice krátké, nejčastěji se skládají ze čtyř čtvercových oken. V příbězích vystupují stále stejné postavy, z nichž každá vyjadřuje určité rozpoložení člověka v dané situaci nebo vyjadřuje jeho emoce. Komiksy nejčastěji karikují společnost, různé každodenní činnosti nebo společenské situace a mnohdy jim dodávají přehnané konce.

## Hlavní postavy
- Rage guy (známá také jako "FFFFUUUUU-")
- Trollface
- Me Gusta (viz níže)
- F*ck that b*tch (známá také jako "B*tch please")
- Forever Alone

## Další postavy
- Challenge accepted
- F*ck Yea
- Okay Guy
- Everything went better than expected
- I Lied
- Poker Face
- Bad Poker Face
- Cereal Guy
- LOL Guy
- True Story
- Y U NO?
- Not bad
- Mother of God
- Like a Boss
- Like a Sir
- Troll Dad
- Fap guy
- Oh stop it, you
- Watch out, we got a badass over here!

- a další...

## Historie
Rage Guy komiksy se poprvé objevily na stránce 4chan.org v roce 2008. 
Původně měly tyto série obrázků informativní účel, sloužily pro doplnění otázky nebo jako názorný popis situace. Postupně se vyvinuly v obsáhlejší a souvislejší příběhy, inspirované reálnými každodenními příhodami. V dnešní době jsou stále vytvářeny další a další modifikace původních hlavních postav, které dodávají větší různorodost obsahové stránky komiksů.

## Inspirace celebritami
Některé rage postavy jsou přímo inspirovány slavnými výrazy celebrit z oblasti filmu, sportu i politiky. Většinou se jedná o převedené momentky reálných celebrit do rage comic stylu. Příkladem jsou postavy "Not bad" (Barack Obama), "F*ck that b*tch" (Yao Ming), "Aww Yeah" (J. K. Simmons), "My brain is full of f*ck" (Jackie Chan), "Are You Serious" (David Silverman), "True Story" (Neil Patrick Harris), "Rage Pose" a "So close" (Freddie Mercury), "Trollface" (Eduard Chil), "Facepalm" (Patrick Hewes Stewart), "If You Know What I Mean" (Rowan Atkinson), "Creepy Tobey Maguire" (Tobey Maguire), "Watch out! We got a badass over here" (Neil deGrasse Tyson) nebo "You don't say" (Nicolas Cage).

## Jazyk
Postavy mužského pohlaví jsou většinou označovány jako Derp, ženského pak jako Derpina. Různé činnosti jsou pak nahrazovány slovy jako derpovat nebo herp derp. Běžné je také záměrné použávání francouzského určitého členu le i v jazycích do kterých nepatří (např. "Objednal jsem si le čaj.").

## Differenze Linguistiche
Je variantou rage komiksu který je postaven na specifickém modelu, kdy je určité slovo svým tvarem téměř shodné ve všech jazycích s výjimkou jednoho. Jeho název pochází z italštiny a doslovně znamená "jazykové rozdíly". Všechny jazykové varianty slova jsou seřazeny vertikálně pod sebou buď bez obrázku či s rage obrázkem představujícím pohodu, zalíbení atd. Vybočující varianta slova zůstává na konci tohoto seznamu a je doplněna některou postavou vyjadřující svůj údiv, rozčilení, nepochopení, atp. Příkladem může být slovo ananas, které se používá univerzálně v téměř všech jazycích s výjimkou angličtiny (pineapple) či španělštiny (piña). Stejným způsobem jsou řazena i slova krátká či příjemně znějící (nemají však stejný tvar), kdy je na konec takového seznamu pro kontrast umístěn překlad z finštiny, němčiny atp., který je většinou výrazně komplikovanější, delší, či hrubě znějící (např. kino - bio - cine - elokuvateatteri (FIN)).

## Me Gusta
Me Gusta je rage obličej, který vyjadřuje pocit užívání si situace, která není příliš obvyklá, občas je až perverzní. Me Gusta znamená v překladu ze španělštiny přibližně "To se mi líbí". Tento rage obličej byl poprvé publikován na serveru 4chan.com 18. března 2010.